# 相模原市立当麻田小学校
相模原市立当麻田小学校（さがみはらしりつ たいまだしょうがっこう）は、神奈川県相模原市緑区相原1丁目にある公立小学校である。

## 沿革
- 1987年（昭和62年）
  - 4月1日 - 相原小学校、旭小学校より分離し、当麻田の地名を校名として開校。相原小学校より426名・旭小学校より65名・他校より15名の計506名の児童と教職員25名（県職員19名・市職員6名）でスタートを切った。
  - 4月2日 - 落成式挙行。
  - 4月6日 - 開校式挙行。
  - 5月25日 - プール竣工。
  - 6月23日 - 開校記念日（この日を開校記念日と定めた）。
  - 9月12日 - PTA設立。
  - 12月26日 - 環境緑化工事（植樹）完了。
- 1988年（昭和63年）
  - 2月27日 - 校歌・校章制定式挙行。
  - 4月5日 - 飼育舎完成。
- 1989年平成元年）
  - 3月1日 - わんぱく山（築山）完成。
  - 8月31日 - 舞台引き幕設置（多目的スペース）。
- 1990年（平成2年）10月18日 - パーソナル・コンピュータ設置。
- 1991年（平成3年）
  - 4月30日 - 野外便所と造形砂場完成。
  - 11月9日 - 創立5周年記念事業実施。
- 1995年（平成7年）4月1日 - 飼育舎完成。
- 1996年（平成8年）11月16日 - 創立10周年記念事業として。校名・校章盤設置。
- 1997年（平成9年）8月28日 - 防球ネット・バックネット設置。
- 1998年（平成10年）9月1日 - 飼育広場設置。
- 1999年（平成11年）3月15日 - 校門横フェンス設置。
- 2001年（平成13年）2月28日 - 防災備蓄倉庫設置。
- 2004年（平成16年）4月1日 - 当麻田児童クラブ開所。
- 2006年（平成18年）
  - 3月10日 - 北側フェンス改良工事完了。
  - 3月15日 - B棟1・2・3階トイレ改善工事完了。
  - 9月20日 - 創立20周年記念記念品として贈られた学校位置表示モニュメント除幕式挙行。
  - 11月18日 - 創立20周年記念事業実施。
- 2007年（平成19年）4月1日 - 特別支援学級「けやき級」開級。
- 2009年（平成21年）
  - 7月 - この月から8月まで、体育館遮音工事。
  - 8月30日 - 視聴覚室改修と普通教室2教室増設の両工事完了。
- 2011年（平成23年）
  - 11月10日 - 創立25周年記念五郎部俊朗コンサート実施。
  - 12月1日 - 創立25周年記念絵本コンサート実施。
- 2012年（平成24年）8月31日 - A棟1・2・3階トイレ改善工事完了。
- 2016年（平成28年）11月20日 - 創立30周年記念事業実施。
- 2018年（平成30年）
  - 3月2日 - 防犯灯LED化及び管理移譲工事完了。
  - 3月15日 - 生活科ルーム内装改修及びエアコン設置工事完了。
  - 6月19日 - 北側門扉老朽化、取替工事完了
  - 6月29日 - 南側屋根改善校時完了。
  - 8月20日 - プール床面塗装改善工事完了。
- 2019年（令和元年）
  - 8月25日 - A棟1・2・3階教室に空調機の設置終了。
  - 10月10日 - 防犯カメラの設置し直し（体育館北側に2台・児童クラブ玄関側に1台）。
  - 11月18日 - C棟1階図工室･2階図書室にインターホン設置。
- 2020年（令和2年）
  - 2月28日 - (特)新型コロナウイルス感染拡大防止対策として相模原市教育委員会からの休校措置通知を受け、3月2日から3月25日まで臨時休校となる。
  - 3月 - C棟1・2・3階トイレ改善と給食室裏の貯水槽付け替えの両工事完了。
  - 3月19日 - コロナウイルス感染拡大防止による臨時休校中、第33回卒業証書授与式挙行。
  - 4月2日 - 新型コロナウイルス感染拡大防止対策として相模原市教育委員会から休校措置延長通知を受け、4月6日から5月29日まで臨時休校を延長。
  - 4月7日 - コロナウイルス感染拡大防止による臨時休校中、第34回入学式挙行。
  - 6月1日 - 学校再開。
  - 7月31日 - 令和2年度第1学期終業。
  - 8月 - 給食室施設改善としてグレーチング取替と床を整備。
  - 8月24日 - 令和2年度第2学期始業。
  - 9月19日 - 運動会は実施せず、各学年ごとに体育科授業を土曜参観として実施。同日、給食室に食器保管庫を設置。
  - 10月22日 - C棟1階家庭科室と3階理科室にインターホン設置。
- 2021年（令和3年）11月6日 - 第34回運動会開催したが、感染症拡大防止のため規模を縮小して実施された。
- 2022年（令和4年）10月29日 - 第35回運動会開催したが、感染症拡大防止のため規模を縮小して実施された。

## 通学区域
出典
- 相模原市緑区
  - 相原1丁目（全域）
  - 相原2丁目（1番〜28番・29番(4号・41号〜45号)・30番(22号〜25号)）
  - 相原3丁目（1番〜7番31号・8番〜10番・12番・13番・14番(20号〜27号)・15番・17番）
  - 西橋本5丁目（1番〜7番）
  - 橋本7丁目（17番）
  - 橋本8丁目（14番〜24番）
  - 元橋本町（36番〜38番）

## 進学先中学校
- 相模原市緑区[2]
  - 相模原市立相原中学校

## 周辺
- 境川
- 学校法人楢の木学園認定こども園新町幼稚園 - 進学前幼稚園のひとつ。
- 東京都道47号八王子町田線 - 境川をはさんだ北（東京都）側
- ほかは、中小規模のマンション・アパートなどが点在。

## アクセス
- 神奈川中央交通「町28」・「橋16」・「橋20」・「橋61」・「橋63」の各系統で、「相原」停留所（東京都町田市）より、
  - 町田ターミナル行・大戸行・法政大学行・相原駅西口行のりばから、徒歩約440m・約7分。
  - ネイチャーファクトリー東京町田行・橋本駅北口行のりばから、徒歩約345m・約5分。
- JR東日本横浜線相原駅（西口・東京都町田市）から、徒歩約765m・約11分。
  - なお、上述の神奈中バス「橋61」・「橋63」の各系統も、「相原駅西口」停留所に乗り入れるが、「相原」停留所に行く事は出来ない（「相原」停留所から「相原駅西口」停留所まではバスで3分）。